# Ponte de Sor
Ponte de Sôr is een gemeente in het Portugese district Portalegre.
De gemeente heeft een totale oppervlakte van 840 km2 en telde 18.140 inwoners in 2001.

## Plaatsen in de gemeente
- Foros de Arrão
- Galveias
- Longomel
- Montargil
- Ponte de Sor
- Tramaga
- Vale de Açor